# 直閃石
直閃石（ちょくせんせき、anthophyllite、アンソフィライト）は、鉱物（ケイ酸塩鉱物）の一種。斜方晶系であり、直閃石グループに属する。
化学組成は (Mg,Fe)7Si8O22(OH)2 で、MgがFeより少なくなると鉄直閃石になる。また、同じ化学組成で単斜晶系のものはカミントン閃石。
変成岩を構成する造岩鉱物。